# Felsen-Ehrenpreis
Der Felsen-Ehrenpreis (Veronica fruticans) ist eine Pflanzenart aus der Gattung Ehrenpreis (Veronica) innerhalb der Familie der Wegerichgewächse (Plantaginaceae).

## Beschreibung

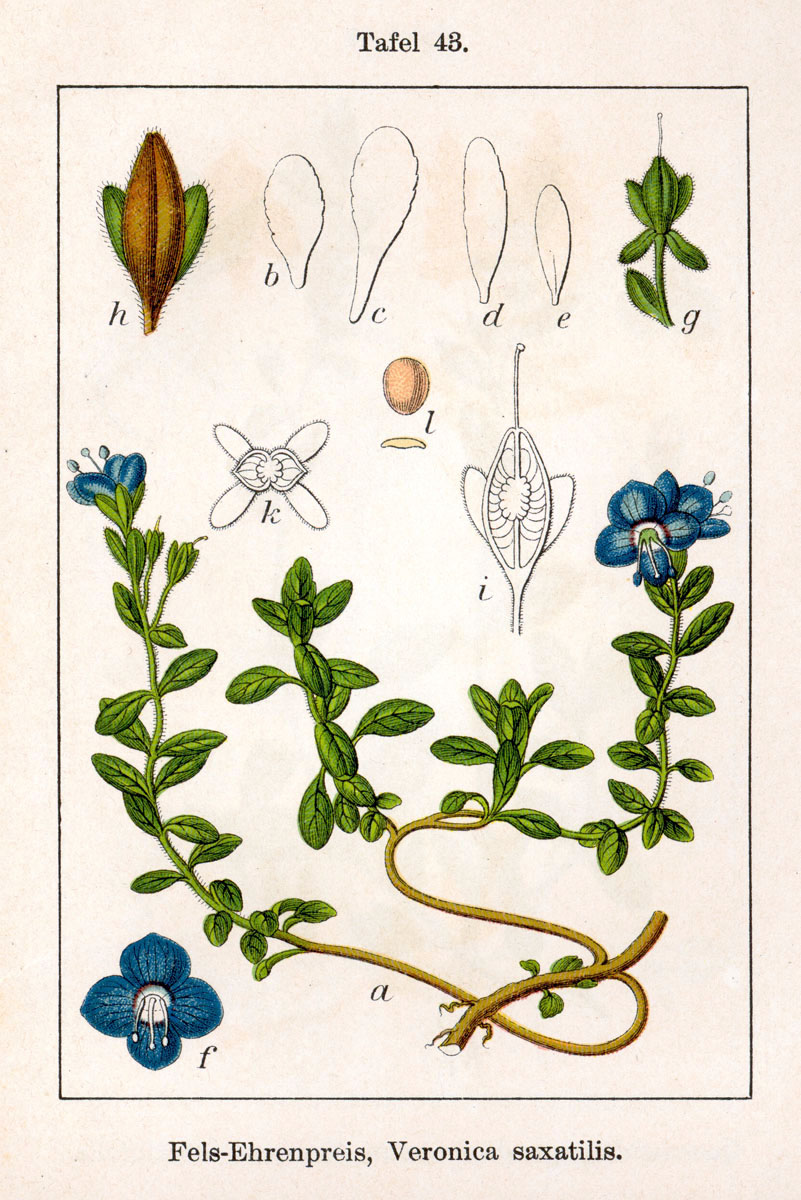
Illustration aus Sturm

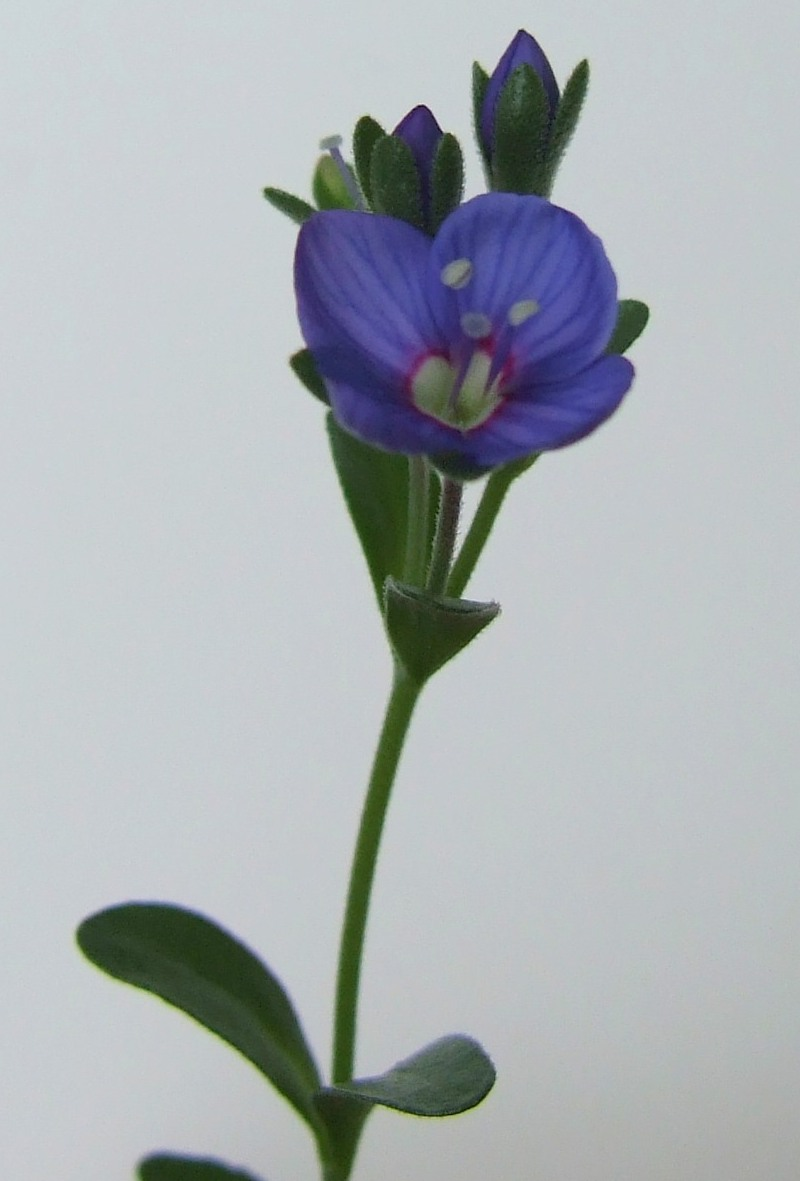
Stängel und Blüte

### Vegetative Merkmale
Der Felsen-Ehrenpreis wächst als ausdauernde krautige Pflanze und erreicht Wuchshöhen von 5 bis 10, selten bis zu 20 Zentimetern. Der Ausläufer kann am Grunde verholzen. Der aufsteigende, runde Stängel ist dicht bis locker kurz, aber nicht drüsig, mit aufwärts umgebogenen Trichomen behaart.
Die Laubblätter sind meistens sitzend oder weisen einen sehr kurzen Blattstiel auf. Die einfache, glänzende, glatte Blattspreite ist bei einer Länge von 0,5 bis 2 Zentimetern schmal- bis breit-oval, oder elliptisch bis lanzettlich und ganzrandig oder fein gezähnt.

### Generative Merkmale
Die Blütezeit reicht von Juni bis Juli. Meist drei bis sieben (ein bis neun) Blüten sind in lockeren, endständigen, traubigen Blütenständen angeordnet. Der Blütenstiel ist flaumig behaart, weist aber keine Drüsen auf.
Die Blüte ist zwittrig. Der Kelch ist behaart, weist aber keine Drüsen auf. Die Blütenkrone weist einen Durchmesser von 10 bis 12, selten bis zu 14 Millimetern auf und ist dunkelblau, kräftig azurblau, selten rötlich mit einem weißen Schlund mit purpurfarbenem Ring.
Die Kapselfrucht ist breit-oval oder ei-länglich, abgeflacht und kaum ausgerandet. Die überragt den Kelch. Der Griffel ist fast so lang wie die Frucht.
Die Chromosomenzahl beträgt 2n = 16.

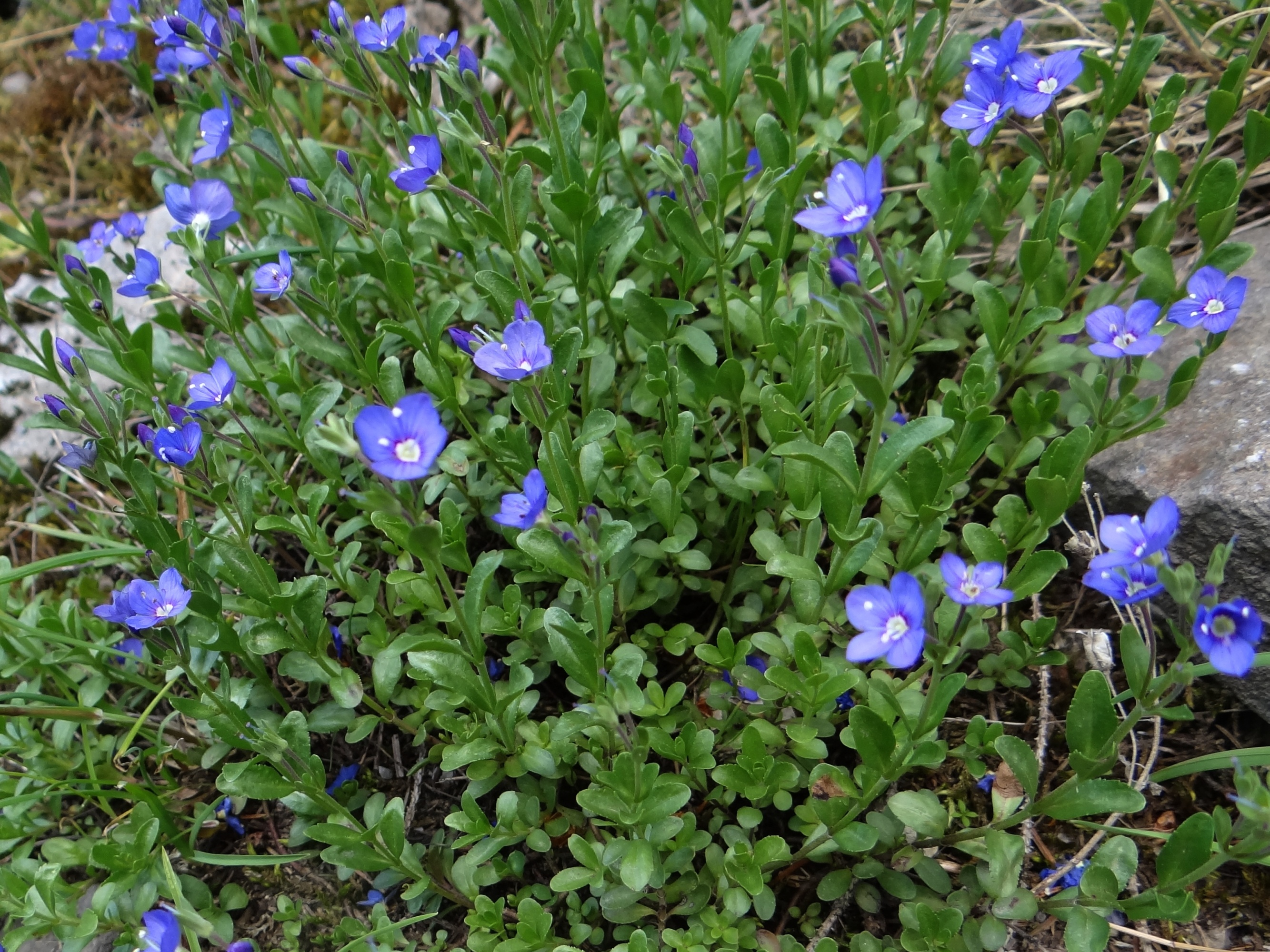
Habitus und Blüten

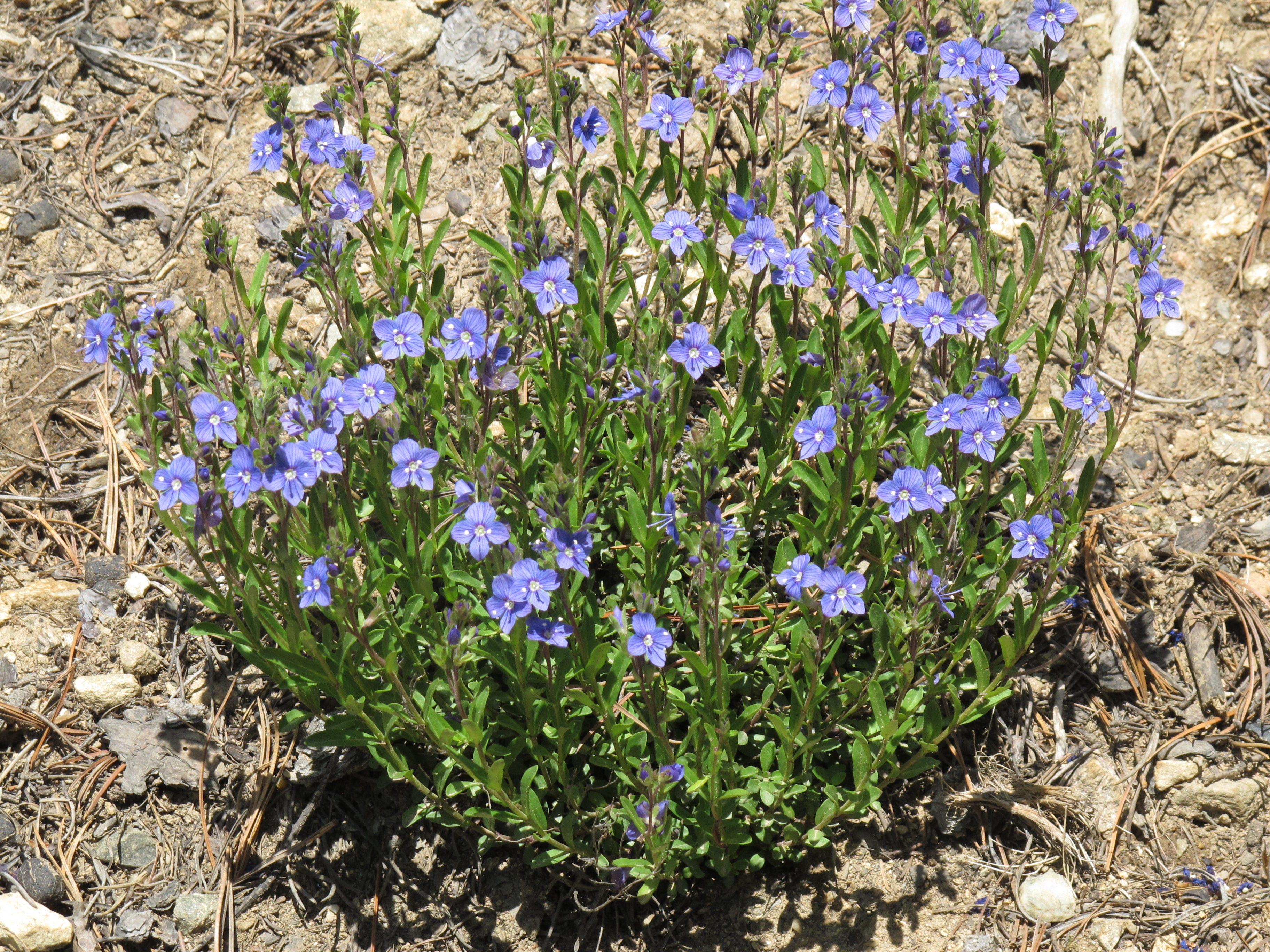
Habitus

## Vorkommen
Das Verbreitungsgebiet des Felsen-Ehrenpreises umfasst Europa und Grönland.
Der Felsen-Ehrenpreis kommt an steinigen Hängen und in alpinen Weiden der Alpen vor. Er gedeiht in der subalpinen bis alpinen Höhenstufe bis in Höhenlagen von 2390 Metern. In den Allgäuer Alpen steigt er im Tiroler Teil am Ostgrat der Rothornspitze bis zu 2200 Metern Meereshöhe auf.
Veronica fruticans ist eine Charakterart der Klasse der Felsspalten- und Mauerfugen-Gesellschaften (Asplenietea trichomanes) und kommt vor allem in Pflanzengesellschaften des Androsacion vandellii vor, im Schwarzwald speziell im Woodsio-Asplenietum septentrionalis. In den Alpen kommt er vor allem in Pflanzengesellschaften des Verbands Festucion variae, aber auch in steinigen Borstgrasweiden (Nardion), in Gesellschaften des Verbands Sedo-Scleranthion und in Krummseggenrasen (Caricion curvulae) vor.
Die ökologischen Zeigerwerte nach Landolt et al. 2010 sind in der Schweiz: Feuchtezahl F = 2 (mäßig trocken), Lichtzahl L = 4 (hell), Reaktionszahl R = 3 (schwach sauer bis neutral), Temperaturzahl T = 1+ (unter.alpin, supra-subalpin und ober-subalpin), Nährstoffzahl N = 2 (nährstoffarm), Kontinentalitätszahl K = 4 (subkontinental).

## Taxonomie
Die Erstveröffentlichung von Veronica fruticans erfolgte 1762 durch Nikolaus Joseph von Jacquin in Enumeratio stirpium plerarumque, quae sponte crescunt in agro Vindobonensi, montibusque confinibus. J. P. Kraus, Vindobonae, 2, 200. Das Artepitheton fruticans bedeutet strauchig.